# Eva Sköld (konstnär)
Eva Sköld (Kernell), född 1940 i Huddinge socken, död 1989 i Karlstad, var en svensk målare och tecknare.

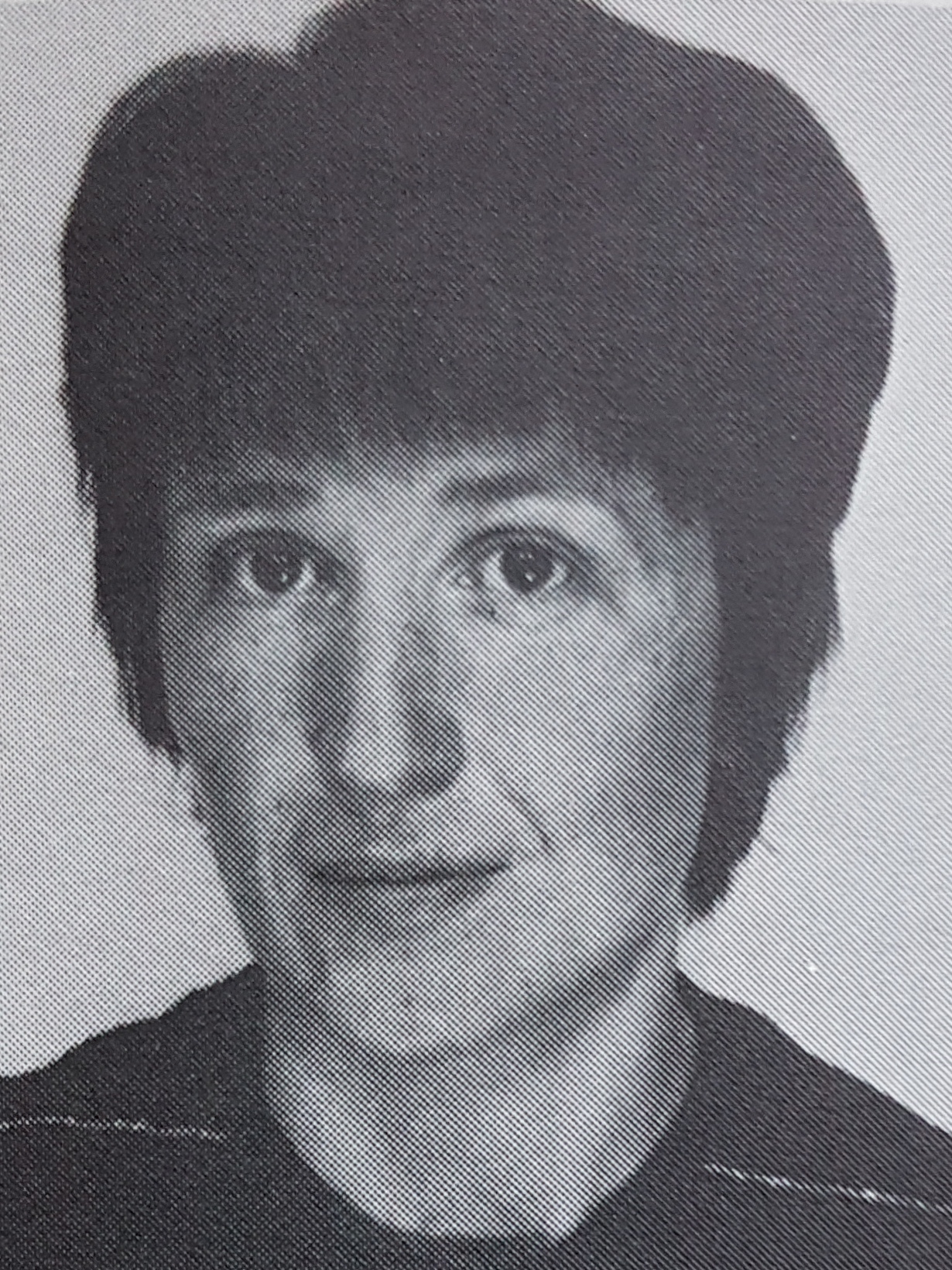
Eva Sköld.

Sköld var som konstnär autodidakt. Separat ställde hon  ut på bland annat Färg och Form i Stockholm, Galleri Heden i Göteborg och med Konstfrämjandet separat ställde hon ut i Göteborg, Hagfors, Sollefteå, Norrtälje, Tranås och Sundsvall. Hon har medverkat i samlingsutställningar i Stockholm, Göteborg, Visby, Jönköping, Luleå, Västerås. Åmål, Nederländerna och runt om i Värmland.
Hon tilldelades Statligt konstnärsbidrag 1978 och 1980 samt Karlstads kommuns Frödingstipendium 1982.
Sköld är representerad vid Statens konstråd, SIDA, Jönköpings läns museum, Värmlands museum, Västernorrlands läns landsting, Stockholms läns landsting, Värmlands läns landsting, Östergötlands läns landsting, Örebro läns landsting samt ett flertal kommuner.